# 卫中行
卫中行，字大受，唐朝官员。祖卫璿，太子洗马。父卫晏，循王傅，赠太子少保。
贞元九年（793年）进士及第，元和十年（815年）为兵部郎中。元和十四年（819年）三月，自中书舍人出为华州刺史、潼关防御、镇国军等使。十五年十一月，调陕州刺史，充陕虢观察使。长庆二年（822年）十二月，入朝为尚书右丞。迁国子祭酒。宝历二年（826年）正月出为福建观察使。大和二年（828年）七月，以贪赃为监察御史王师正所奏，贬流播州（今贵州省遵义市）而卒。